# Dixa yamatona
Dixa yamatona är en tvåvingeart som beskrevs av Takahashi 1958. Dixa yamatona ingår i släktet Dixa och familjen u-myggor. Inga underarter finns listade i Catalogue of Life.